# 艾薇塔
《艾薇塔》（Evita）是一齣由蒂姆·赖斯與安德鲁·劳埃德·韦伯共同製作的音樂劇。劇情內容是描述阿根廷前第一夫人伊娃·裴隆（Eva Perón，即艾薇塔）從一個受盡社會歧視的私生女到權傾阿根廷的主政者的傳奇一生。
和兩人之前合作過的著名劇目《萬世巨星》（Jesus Christ Superstar）一樣，艾薇塔最初在1975年是以專輯的形式發行的，主唱者是 朱麗葉·科文頓。其他還有保羅·瓊斯（飾演胡安·裴隆），芭芭拉·狄克森（Barbara Dickson，飾演 the mistress），康姆·威爾金森（Colm Wilkinson，飾演 Che，敘述者）以及托尼·克利斯蒂（Tony Christie，飾演 Agustin Magaldi）。Julie Covington 的《阿根廷，別為我哭泣》（Don't Cry for Me Argentina）在1977年2月於英國發行時達到了音樂排行榜的第一名，同時在世界各地的發行也都非常成功。芭芭拉·狄克森的《Another Suitcase in Another Hall》同樣也非常的成功。在英國、澳洲、南非、南美洲、以及眾多的歐洲國家，艾薇塔的銷售情形都超過了《萬世巨星》。不過這張專輯在美國則沒有達到同樣的成績。

## 電影版
此音樂劇曾被改編成電影，在1996年上映；其中，伊娃由麥當娜扮演。

## 外部連結
- Official Website for the 2006 London Production （页面存档备份，存于）
- Complete lyrics of the motion picture （页面存档备份，存于）
- The Evita Megasite
- Evita International